# 拜季夫卡
49°10′38″N 38°55′7″E / 49.17722°N 38.91861°E
拜季夫卡（烏克蘭語：Байдівка）是位於烏克蘭東部的村莊，由盧甘斯克州舊比利斯克區的舒利亨卡市鎮負責管轄。該村始建於1822年，面積4.26平方公里，海拔高度57米，2001年人口1,184，人口密度每平方公里277.8人。